# بيت دجن (نابلس)
بيت دجن (نابلس) قرية من قرى الضفة الغربية وتتبع محافظة نابلس، ومن القرى التي وقعت في حرب 1967. تقع إلى الشرق من مدينة نابلس وعلى بعد 10 كم منها وتتبع إدارياً لبلدية نابلس، ترتفع عن سطح البحر 500 م، وتبلغ المساحة العمرانية للقرية 360 دونماً، ومجموع مساحة أراضيها 44100 دونماً. تحيط بأراضيها قرى سالم، دير الحطب، طلوزة، بيت فوريك، غور الفارعة، يصل إليها طريق محلي طوله 6.5 كم يتفرع عن طريق نابلس – جسر دامية، تعتمد القرية في مزروعاتها على الحبوب والأشجار المثمرة كالزيتون والعنب والموز.وعلى مياه الأمطار للشرب وللزراعة، وعلى بعض الينابيع القريبة منها.  يوجد في القرية مدرستان ابتدائيتان واحدة للذكور والأخرى للإناث بالإضافة إلى عدد من الصفوف الإعدادية والثانوية. وعيادة صحية، ومركز لرعاية الأمومة والطفولة، ومقسم للهاتف وقد صادر اليهود جزءا من أراضيها، وأقاموا عليها مستوطنة ميخوراء عام 1973م.

## سبب التسمية
تعود تسمية القرية إلى تحريف كلمة "داجون"، وهو الإله الكنعاني الذي كان يُعبَد في سوريا القديمة وفلسطين. داجون كان إله الزراعة والخصب، وارتبط بالحنطة والمطر. عُرف في أوغاريت وبلاد الرافدين، وله معابد في غزة وأشدود. يُعتقد أن تمثال الإنسان السمكة يمثل صورته في الأساطير القديمة. لا تزال بعض العادات والتقاليد الشعبية في مناطق سوريا وفلسطين تشير إلى هذا الإله، مثل قول "ما ذقنا الدجن" للدلالة على عدم تناول الطعام.

## السكان
بلغ عدد سكانها عام 1922 حوالي 487 نسمة وفي عام 1945 م حوالي 750 نسمة، وبعد الاحتلال الصهيوني عام 1967 أصبح عدد سكانها حوالي 1200 نسمة، ثم ارتفع إلى 2140 عام 1987، وإلى 2682 نسمة في عام 1997، ثم ارتفع إلى 3685 عام 2007، ووصل حالياً إلى 4000 نسمة.
يعود سكان هذه القرية بأصولهم إلى شرق الأردن وحوران، ويعتمدون على مياه الأمطار للشرب والزراعة وعلى بعض الينابيع التي تبعد قليلاً عن القرية.

## تاريخها

### الحقبة العثمانية
في عام 1517، تم ضم بيت دجن إلى الإمبراطورية العثمانية مع باقي فلسطين. في عام 1596، ظهرت القرية في سجلات الضرائب العثمانية كجزء من ناحية جبل قوبل، التي كانت تابعة لسانجاك نابلس. وكان عدد سكانها 53 أسرة، جميعهم من المسلمين. وكان سكان القرية يدفعون ضريبة ثابتة قدرها 33.3% على المنتجات الزراعية، بما في ذلك القمح والشعير والمحاصيل الصيفية والزيتون والماعز أو خلايا النحل، بالإضافة إلى ضريبة على معصرة الزيتون أو العنب؛ بمجموع 10,292 آقجة. وكان كامل الإيراد يذهب إلى وقف. كما تم العثور على قطع فخارية تعود إلى العصر العثماني المبكر في المنطقة. في عام 1838، تم تسجيل بيت دجن في منطقة البيتاوي، شرق نابلس. وفي عام 1850-51، كانت تعتبر قرية "كبيرة" حسب الوصف، بينما في عام 1870، ذكر فيكتور غيرين أن عدد سكانها كان 400 نسمة. وأشار غيرين إلى وجود مسجد صغير وعتيق، بالإضافة إلى عدد من الصهاريج المحفورة في الصخور، التي كانت لا تزال تخدم احتياجات السكان.
في عام 1882، وصف مسح فلسطين الغربية التابع للجمعية الفلسطينية الاستكشافية بيت دجن كقرية صغيرة تبدو وكأنها موقع قديم، مع قبور محفورة في الصخور وآبار إلى الشرق. وذكر أيضًا أن المكان يقع في الطرف الشرقي من السهل الذي يمتد أسفل قرية سالم، وأنه محاط بأشجار الزيتون. كما أضافوا أن "الخراب في الشرق هو برج مراقبة قديم، وبالقرب من القرية توجد صهاريج وأكوام من الحجارة، وقبور محفورة في الصخور".

### فترة الانتداب البريطاني
في تعداد فلسطين لعام 1922 الذي أجرته السلطات البريطانية، بلغ عدد سكان بيت دجن 487 نسمة، جميعهم من المسلمين، وزاد العدد قليلاً في تعداد 1931 ليصل إلى 548 نسمة في 118 منزلًا. في إحصاءات عام 1945، بلغ عدد السكان (بما في ذلك بيت دجن جفلك وخربة فروش) 750 نسمة، جميعهم من المسلمين، وبلغ إجمالي المساحة 44,076 دونمًا، وفقًا لمسح رسمي للأراضي والسكان. من بين هذه المساحة، كانت 6 دونمات مخصصة للحمضيات والموز، و2,789 دونمًا للزراعة أو الأراضي المروية، و17,625 دونمًا للحبوب، بينما كانت 48 دونمًا أرضًا مبنية.

### العصر الأردني
بعد حرب 1948، أصبحت بيت دجان تحت الحكم الأردني. حيث سجل التعداد الأردني لعام 1961 عدد سكان بيت دجن بـ926 نسمة.

### 1967 وما بعدها
منذ حرب الأيام الستة في عام 1967، أصبحت بيت دجن تحت الاحتلال الإسرائيلي. بعد اتفاقات أوسلو في عام 1995، تم تحديد 38% من أراضي القرية ضمن المنطقة B، بينما تم تصنيف الـ62% المتبقية ضمن المنطقة C. قامت إسرائيل بمصادرة 199 دونمًا من أراضي القرية لصالح مستوطنتين إسرائيليتين هما حمرا ومخورة.

## أقرأ أيضا
- بيت دجن (يافا)